# Diego de Pantoja
Pour les articles homonymes, voir de Pantoja.
Diego de Pantoja (en chinois : 龐迪我, Pang Diwo), né le 24 avril 1571 à Valdemoro en Espagne et mort le 9 juillet 1618 à Macao est un missionnaire jésuite espagnol.

## Biographie
Entré dans la Compagnie de Jésus en 1589, bien qu'il désire aller au Japon, il est envoyé à Nankin par Alessandro Valignano en compagnie de Matteo Ricci (1596). Pantoja fut l'un des collaborateurs les plus proches du jésuite italien Matteo Ricci. Arrivé à Pékin en 1601, il sera un des plus grands rédacteurs des Lettres chinoises des Jésuites, publiées dès 1605. Après la mort de Ricci en 1610, les trois missionnaires jésuites Niccolò Longobardo (1559–1645), Sabatino de Ursis (1575–1620) et Pantoja restèrent en Chine.
En tant que missionnaire, Pantoja s'inspira du style de Ricci, interagissant avec les érudits et les fonctionnaires chinois, diffusant le savoir du monde occidental, et discutant du christianisme et du confucianisme. À l'instar de Ricci, Pantoja joua un rôle important dans l'introduction de la cartographie et de la technologie occidentales en Chine. Entre 1583 et 1610, Pantoja et ses compagnons jésuites côtoyèrent au moins 137 fonctionnaires de haut et de moyen rang, dont certains se convertirent au christianisme. Des érudits et des fonctionnaires chinois, notamment Xu Guangqi, Li Zhizao et Yang Tingjun (1557–1627), aidèrent considérablement les missionnaires.
Expulsé de Chine comme ennemi des astronomes chinois avec Sabatino de Ursis le 18 mars 1617, il s'installe à Macao où il finit sa vie.
L'ouvrage la plus emblématique de Pantoja, Les sept vices à combattre, fut écrit en chinois et publié à Pékin en 1614. Dans ce livre, il énonce les sept péchés capitaux du christianisme, à savoir la colère, l'avarice, la paresse, l'orgueil, la luxure, l'envie et la gourmandise, et les sept vertus correspondantes nécessaires pour combattre ces vices, c'est-à-dire la patience, la charité, la diligence, l'humilité, la chasteté, la bienveillance et la tempérance. S'il compare les vertus chrétiennes aux vertus confucéennes, comme la bienveillance et le respect, il condamne des doctrines bouddhistes telles que la réincarnation. L'ouvrage, qui fut révisé et édité à plusieurs reprises, contient des préfaces écrites par, entre autres, Yang Tingjun, Zheng Yiwei (1573–1620) et Xiong Mingyu (1580–1650), reflétant les bonnes relations que Pantoja établit avec ses collaborateurs chinois. Cet ouvrage faisait partie de Tian xue chu han (Premier recueil des études célestes), imprimé en 1629.